# Tcheremkhovo
Tcheremkhovo (en russe : Черемхово) est une ville de l'oblast d'Irkoutsk, en Russie, et le centre administratif du raïon de Tcheremkhovo. Sa population s'élevait à 49 933 en 2021.

## Géographie
Tcheremkhovo est située dans le sud de la Sibérie, à 120 km au nord-ouest d'Irkoutsk. 

## Histoire
Fondée en 1772, Tcheremkhovo est une ville minière et industrielle dans le bassin houiller d'Irkoutsk. Elle accéda au statut de ville en 1917.

## Population
Recensements ou estimations de la population
| 1897* | 1926*  | 1931   | 1939*  | 1959*   |
| ----- | ------ | ------ | ------ | ------- |
| 2 000 | 14 500 | 12 900 | 55 692 | 122 833 |

| 1970*  | 1979*  | 1989*  | 2002*  | 2010*  |
| ------ | ------ | ------ | ------ | ------ |
| 98 667 | 76 696 | 73 636 | 60 107 | 52 647 |

| 2012   | 2013   | 2014   | 2015   | 2016   |
| ------ | ------ | ------ | ------ | ------ |
| 52 040 | 51 597 | 51 324 | 51 373 | 51 338 |

| 2017   | 2018   | 2019   | 2020   | 2021   |
| ------ | ------ | ------ | ------ | ------ |
| 51 230 | 50 819 | 50 586 | 50 154 | 49 933 |

## Économie
Tcheremkhovo se trouve sur le chemin de fer Transsibérien, au kilomètre 5055 depuis Moscou. 
L'économie de Tcheremkhovo repose sur l'extraction du charbon et des industries manufacturières : construction mécanique, fabrication d'équipements radio, de meubles, de matériaux de construction et industrie agroalimentaire (viande, boissons gazeuses).

## Tendances politiques
| Scrutin             | 1er tour | 1er tour | 1er tour | 1er tour | 1er tour | 1er tour | 1er tour | 1er tour | 1er tour | 1er tour | 1er tour | 1er tour | 2d tour                  | 2d tour                  | 2d tour                  | 2d tour                  | 2d tour                  | 2d tour                  | 2d tour                  | 2d tour                  | 2d tour                  | 2d tour                  | 2d tour                  | 2d tour                  |
| Scrutin             | 1er      | 1er      | %        | 2e       | 2e       | %        | 3e       | 3e       | %        | 4e       | 4e       | %        | 1er                      | 1er                      | %                        | 2e                       | 2e                       | %                        | 3e                       | 3e                       | %                        | 4e                       | 4e                       | %                        |
| ------------------- | -------- | -------- | -------- | -------- | -------- | -------- | -------- | -------- | -------- | -------- | -------- | -------- | ------------------------ | ------------------------ | ------------------------ | ------------------------ | ------------------------ | ------------------------ | ------------------------ | ------------------------ | ------------------------ | ------------------------ | ------------------------ | ------------------------ |
| Présidentielle 2012 |          | ER       | 59,95    |          | KPRF     | 18,53    |          | LDPR     | 11,06    |          | SE       | 5,84     | Victoire au premier tour | Victoire au premier tour | Victoire au premier tour | Victoire au premier tour | Victoire au premier tour | Victoire au premier tour | Victoire au premier tour | Victoire au premier tour | Victoire au premier tour | Victoire au premier tour | Victoire au premier tour | Victoire au premier tour |
| Gouvernorale 2015,  |          | SE       | 82,34    |          | KPRF     | 11,24    |          | SRZP     | 2,64     |          | LDPR     | 1,61     |                          | SE                       | 86,36                    |                          | KPRF                     | 11,61                    |                          |                          |                          |                          |                          |                          |
| Présidentielle 2018 |          | ER       | 73,29    |          | KPRF     | 13,95    |          | LDPR     | 8,88     |          | GRANI    | 0,77     | Victoire au premier tour | Victoire au premier tour | Victoire au premier tour | Victoire au premier tour | Victoire au premier tour | Victoire au premier tour | Victoire au premier tour | Victoire au premier tour | Victoire au premier tour | Victoire au premier tour | Victoire au premier tour | Victoire au premier tour |